# 韋瑟 (北卡羅萊納州)
韋瑟（英語：Wesser）是位於美國北卡羅萊納州斯溫縣的非建制地區。

## 歷史
韋瑟的郵局於1888年設立，其後於1953年停運。

## 地理
韋瑟所處的海拔為高於海平面525米（即1722英呎），而該地所採用的時區為UTC-5，即北美东部时区（EST）。同時該地設有夏令時間，為UTC-5調快一小時，即UTC-4（EDT）。